# I'll Share My World with You
I'll Share My World with You è un album in studio del cantante statunitense George Jones, pubblicato nel 1969.

## Tracce
1. I'll Share My World With You (Ben Wilson)
2. I Don't Have Sense Enough (Billy J. Smith)
3. Do What You Think's Best (Jimmy Peppers)
4. Heartaches and Hangovers (Joseph Robertson, Dave Sullivan)
5. Milwaukee, Here I Come (Lee Fykes) (con Brenda Carter)
6. When the Grass Grows Over Me (Don Chapel)
7. You've Become My Everything (Charlie Carter)
8. When the Wife Runs Off (Earl Montgomery)
9. Our Happy Home (Roy Acuff)
10. The Race Is On (Don Rollins)